# Aberdeen
Pour les articles homonymes, voir Aberdeen (homonymie).
Aberdeen (Obar Dheathain en gaélique écossais et Aiberdeen en scots) est la troisième ville d'Écosse, située dans le Nord-Est de la Grande-Bretagne, sur les bords de la mer du Nord, grâce à laquelle elle est la capitale européenne du pétrole offshore. Depuis 1891, Aberdeen possède officiellement le statut de cité, de council area et région de lieutenance. Elle était la capitale administrative de la région de Grampian de 1975 à 1996 (ainsi que du district d'Aberdeen au sein de cette région). Elle est aussi la capitale du council area de l'Aberdeenshire, bien qu'elle n'en fasse pas partie.
Il s'agit d'une des villes les plus riches du Royaume-Uni. En 2009, les maisons dans les banlieues d'Aberdeen ont été classées les plus chères du pays et Aberdeen possède 60 rues « d'or » où les maisons sont évaluées à plus de 500 000 £.
Elle possède plusieurs surnoms : The Granite City (« la ville de granit »), The Grey City (« la ville grise ») et The Silver City with the Golden Sands (« la ville argentée aux sables d'or »).
Ces surnoms sont tirés du granit utilisé pour construire les bâtiments de la ville ainsi que du sable de ses côtes. Depuis la découverte de pétrole dans la mer du Nord durant les années 1970, on la surnomme aussi parfois « The Oil Capital of Europe » (« la capitale pétrolière de l'Europe ») ou The Energy Capital of Europe (« la capitale de l'énergie européenne »).
Aberdeen a remporté 10 fois le concours des villes et villages fleuris du Royaume-Uni.

## Géographie

### Climat

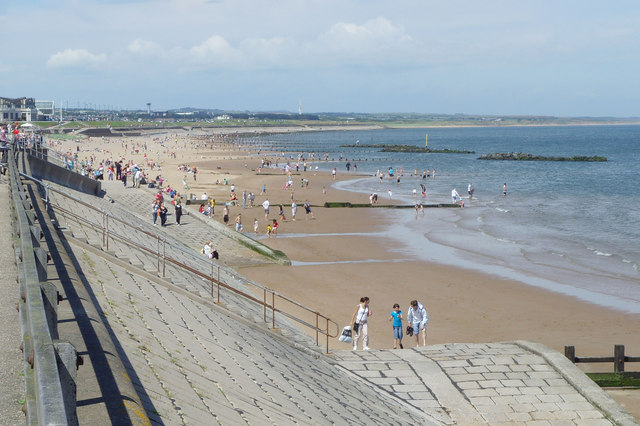
La plage d'Aberdeen sur la mer du Nord.

Le climat d'Aberdeen est un climat océanique frais avec 835 ml de pluie par an. Les mois les plus secs vont de mars à mai ; le mois d'octobre est celui où il y a en moyenne le plus de précipitations. En moyenne, le soleil y brille quelque 1 450 heures par an. Les températures moyennes sont comprises entre 4 °C pendant les mois les plus froids et 14 °C pendant les mois les plus chauds.
En hiver (décembre à février), les mois sont frais : si les températures ne descendent que rarement en dessous de zéro, le vent et l'humidité de l'air augmentent la sensation de froid. Les chutes de neige sont rares. La température monte à 6 °C l'après-midi et descend à 1-2 °C la nuit.
Au printemps (mars à mai), les températures augmentent lentement.
En été (juin à août), la température moyenne l'après-midi est de 18-19 °C et baisse à 11 °C. Les températures les plus chaudes atteignent les 25-26 °C.
À Aberdeen, la durée du jour est très variable selon les saisons. L'hiver la durée du jour est plutôt courte, avec 6 h 45 entre le lever du soleil et son coucher en mi-décembre, mais cette durée s'allonge  vite pour atteindre 8 h 30 début-février. En été, la durée du jour est très longue, jusqu'à 18 heures de soleil.

### Architecture

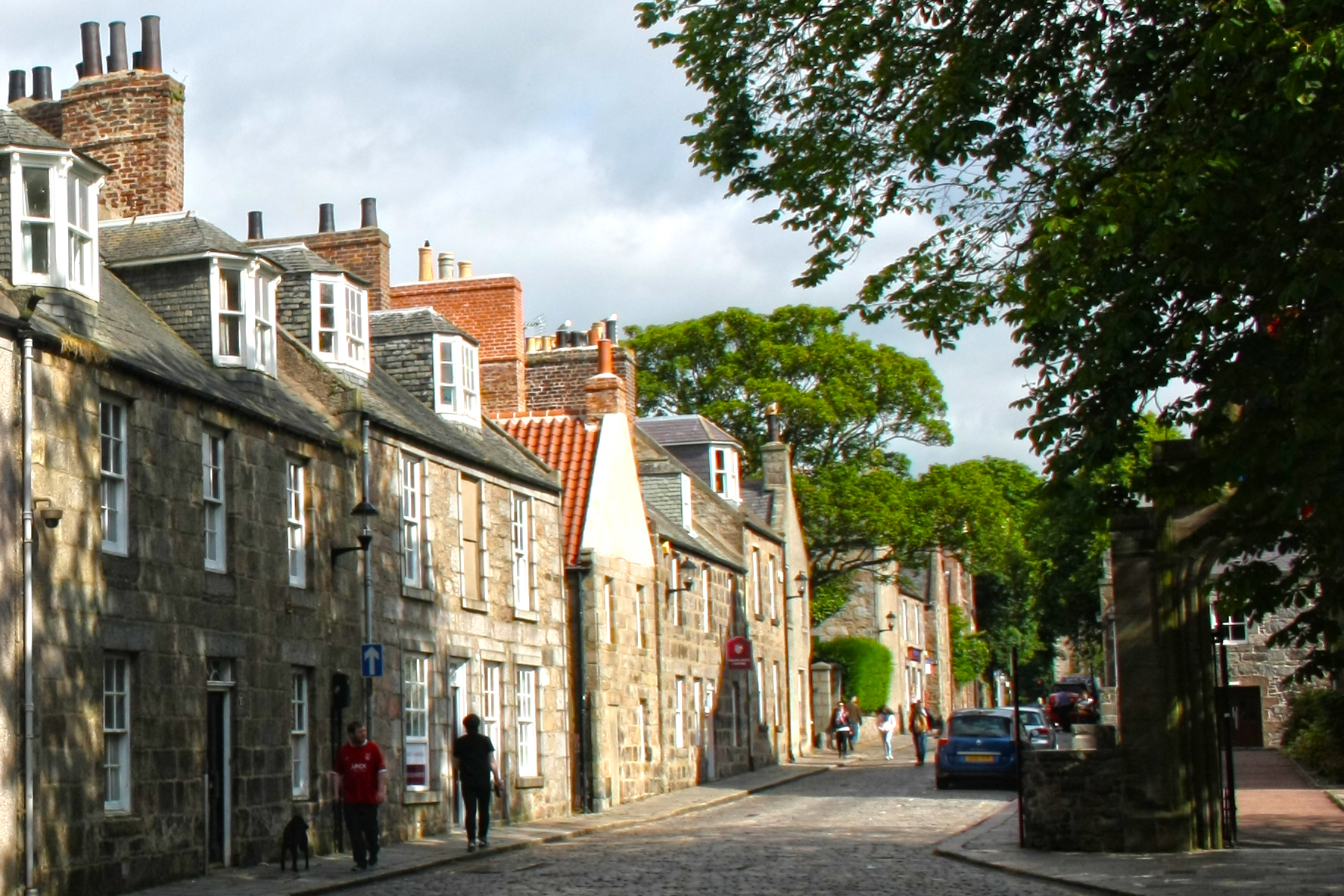
Maisons en granite du Vieil Aberdeen.

Le centre-ville, Old Aberdeen, comporte des monuments datant des époques victorienne et médiévale. La ville accueille une des plus anciennes universités d'Écosse avec St Andrews et Glasgow. La médecine et la théologie y furent enseignées très tôt.

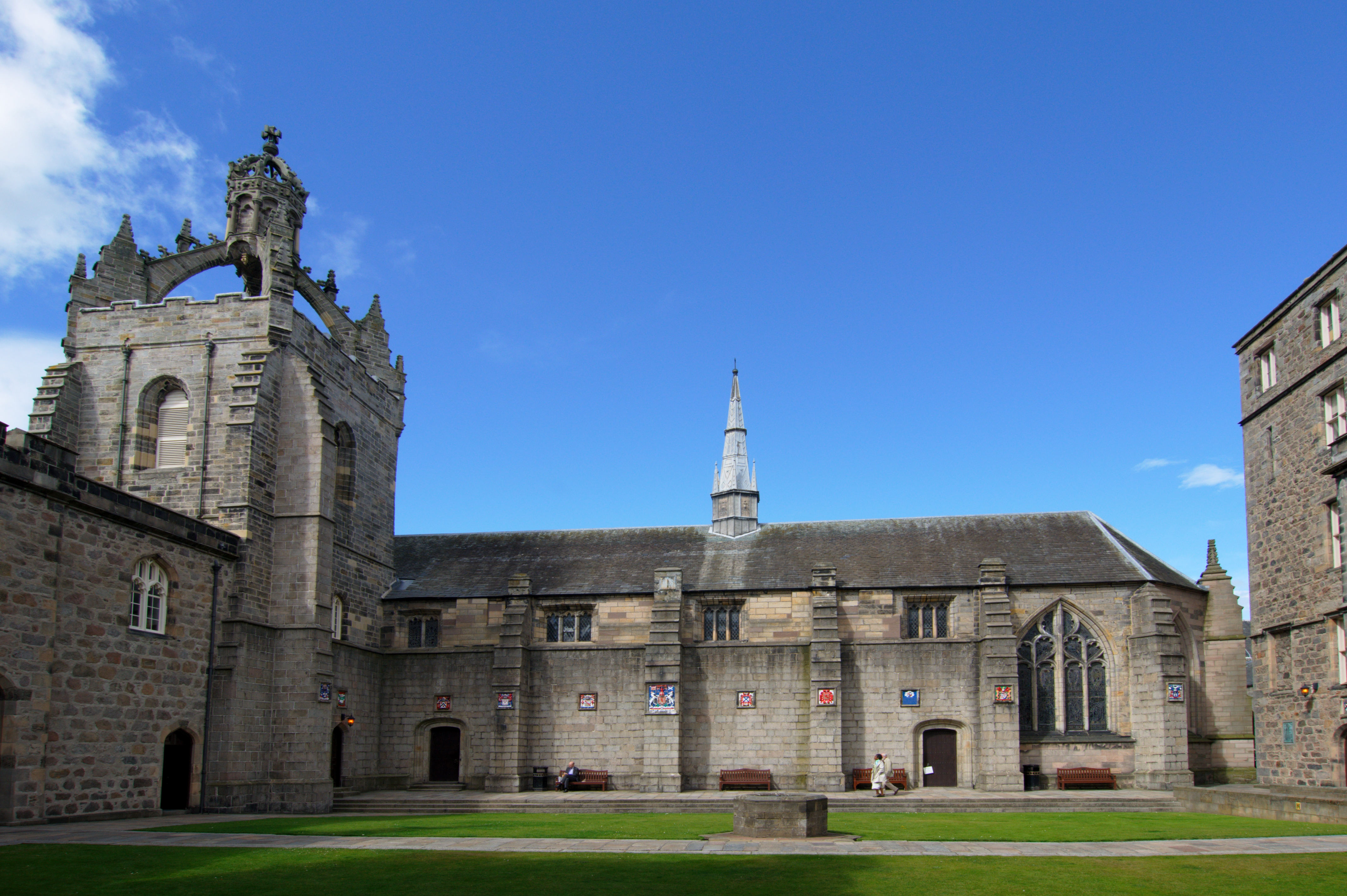
L'université d'Aberdeen.

L'université et la cathédrale Saint-Machar se trouvent au nord de la vieille ville, près des rives d'une ancienne rivière à saumon, le Don. L'embouchure de cette rivière reste un endroit de balade agréable malgré l'activité industrielle dont une usine à papier, utilisant la riche source de bois des Highlands, surtout à Inverurie. Aberdeen a également accueilli une industrie de la laine maintenant défunte. Le parc de Seaton, avec le vieux pont de pierre en forme d'ogive, le Brig'o'Don, est le symbole de la réserve naturelle locale où se retrouvent oiseaux (martins-pêcheurs, hérons) et mammifères marins (phoques, loutres).

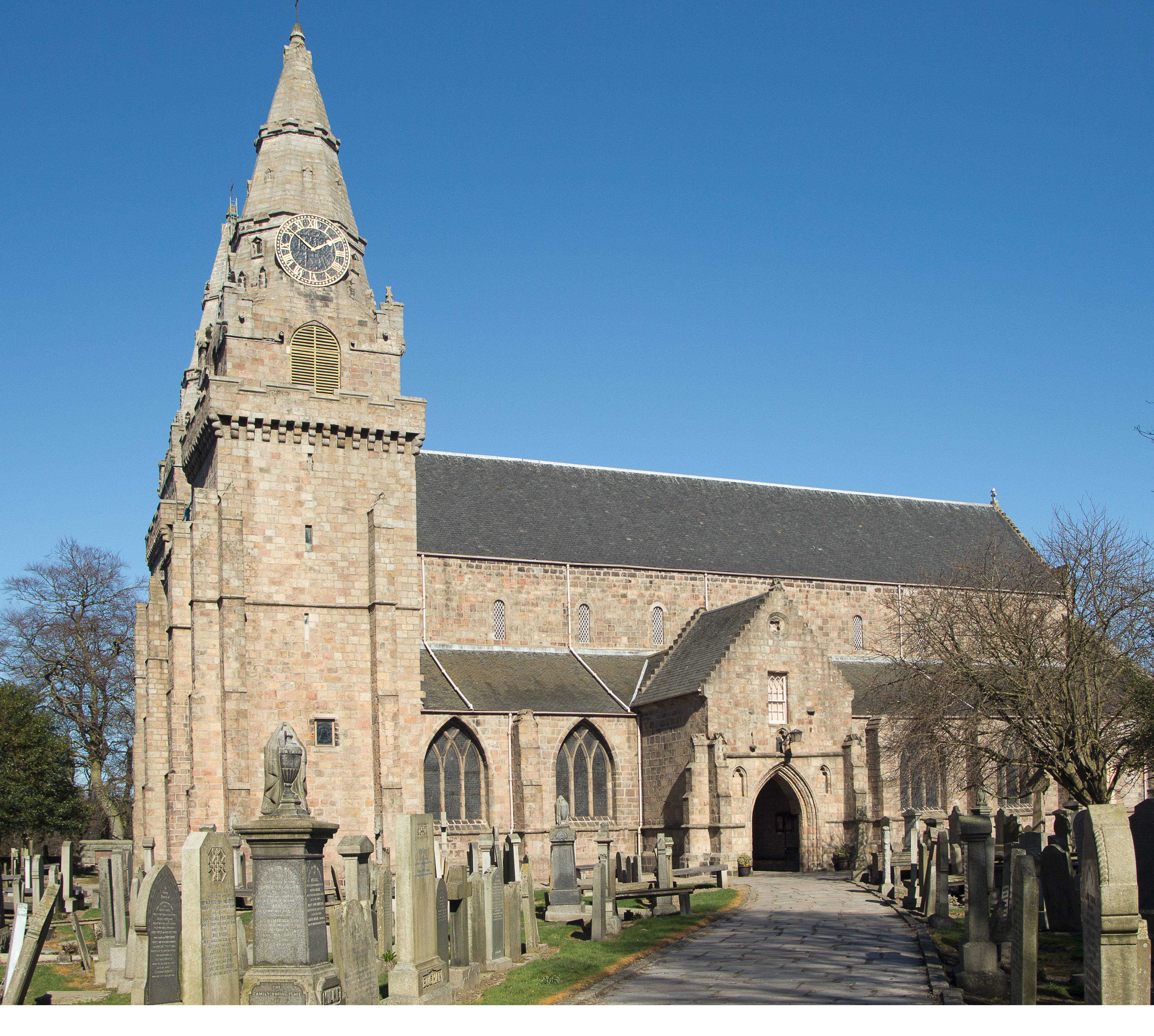
La cathédrale Saint-Machar.

Au sud de la ville, la rivière Dee sert d'habitat pour les loutres. Mais grâce à son port, la Dee est plus connue pour ses dauphins et baleines qui la visitent assez fréquemment. De nombreux volontaires y enregistrent les apparitions afin de faire protéger la côte est. Le port est le lieu de départ pour les ferries qui vont aux îles Shetland et Orcades, seul moyen de transport pour les véhicules et les provisions dans cet endroit reculé de l'Écosse.
Entre les deux rivières, se trouve une plage assez longue qui représente à peu près 45 minutes de marche, où les surfeurs s'en donnent à cœur joie en hiver. La mer est assez froide et le temps souvent gris. Peu de gens se baignent en été, mais le front de mer est riche en attractions : patinoire, piscine, centre sportif, centre de jeux, cinémas, restaurants, boîtes de nuit, bowling et fish and chips.
L'arrière-pays d'Aberdeen est riche en châteaux bâtis entre l'époque romane et l'âge d'or de la construction de châteaux (XVIe – XVIIe siècles), le style baronnial écossais.

## Toponymie

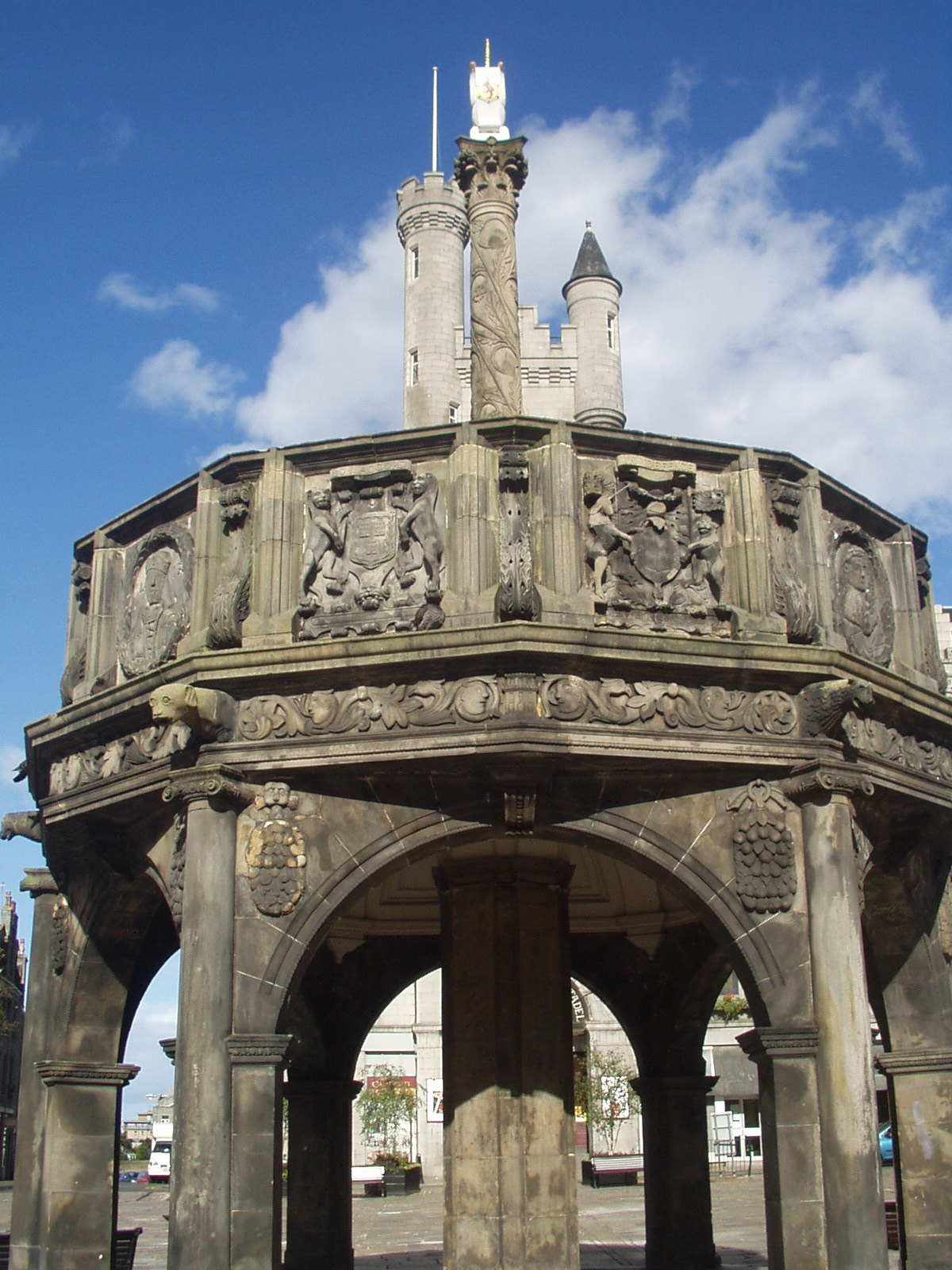
La Mercat Cross (« croix du marché », équivalent du Market cross que l'on trouve dans le reste du Royaume-Uni).

Le Vieil Aberdeen se trouve approximativement à l'emplacement d'un village du XIIe siècle, Aberdon, ce qui signifie littéralement « à l'estuaire de la Don ». Le nom de ce village est écrit « Aberdoen » en 1178, puis « Aberden » en 1214. Le nom actuel d'Aberdeen signifie quant à lui « à l'estuaire de la Don et de la Dee » (l'autre fleuve local). Le préfixe celtique Aber- signifie en effet « à l'estuaire de » (à rapprocher des mots Gallois et Breton "aber" qui a le même sens).
La ville a eu aussi l'exonyme Aberdon en français.

## Histoire

### Les origines
La région d'Aberdeen a vu l'établissement d'êtres humains depuis au moins 8 000 ans. La ville a commencé avec deux burghs séparés : le Vieil Aberdeen (Old Aberdeen), à l'embouchure de la rivière Don, et le nouveau Aberdeen (New Aberdeen), lieu de pêche et de commerce, où la voie navigable Denburn entre dans l'estuaire de la rivière Dee. La première charte a été accordée par Guillaume Ier en 1179 et confirma les droits commerciaux accordés par David Ier.
En 1214, Alexandre II d'Écosse accorde aux bourgmestres d'Aberdeen une charte royale leur conférant le droit exclusif de former une guilde. Cet organe exerçait un pouvoir sur la composition du conseil local et sur les affaires de la ville. Les bourgmestres de la guilde ont fait partie intégrante du conseil pendant plus de 700 ans et ont joué un rôle considérable dans la croissance et le développement d'Aberdeen.
En 1319, la Grande Charte de Robert Ier transforme Aberdeen en une communauté indépendante financièrement et propriétaire unique. La forêt de Stocket, située à proximité, lui a été concédée et ses revenus ont servi de base au Common Good Fund de la ville, dont bénéficient encore les Aberdoniens, .

### Guerres d'indépendance de l’Écosse
Pendant les guerres d'indépendance de l’Écosse, Aberdeen était sous domination anglaise. Robert le Bruce a donc assiégé le château d'Aberdeen avant de le détruire en 1308, puis d'exécuter la garnison anglaise. La ville fut incendiée par Édouard III d'Angleterre en 1336, mais fut reconstruite et agrandie. La ville était fortement fortifiée pour empêcher les attaques des seigneurs voisins, mais les portes ont été enlevées en 1770.
Les registres du conseil médiéval d'Aberdeen ont été conservés à partir de 1398 et sont exceptionnels par leur quantité et leur continuité parmi les registres de bourgs écossais qui ont été conservés. Les huit premiers volumes, de 1398 à 1511, ont fait l'objet d'une édition numérique dans le cadre d'un partenariat entre l'université d'Aberdeen, les archives d'Aberdeen et la ville d'Aberdeen.
Pendant les guerres des Trois Royaumes, de 1644 à 1647, la ville est pillée par les deux camps. En 1644, elle est prise et mise à sac par les troupes royalistes après la bataille d'Aberdeen. Deux ans plus tard, elle est prise d'assaut par une force royaliste sous le commandement de George Gordon, second marquis de Huntly. Une épidémie de peste bubonique en 1687 et 1688 tue 8,5 % de la population, s'ajoutant aux dommages économiques et démographiques causés par la guerre. Au XVIIIe siècle, un nouvel hôtel de ville est construit et les premiers services sociaux apparaissent avec Aberdeen Royal Infirmary à Woolmanhill en 1739 et l'Aberdeen Lunatic Asylum en 1800,.

## Démographie

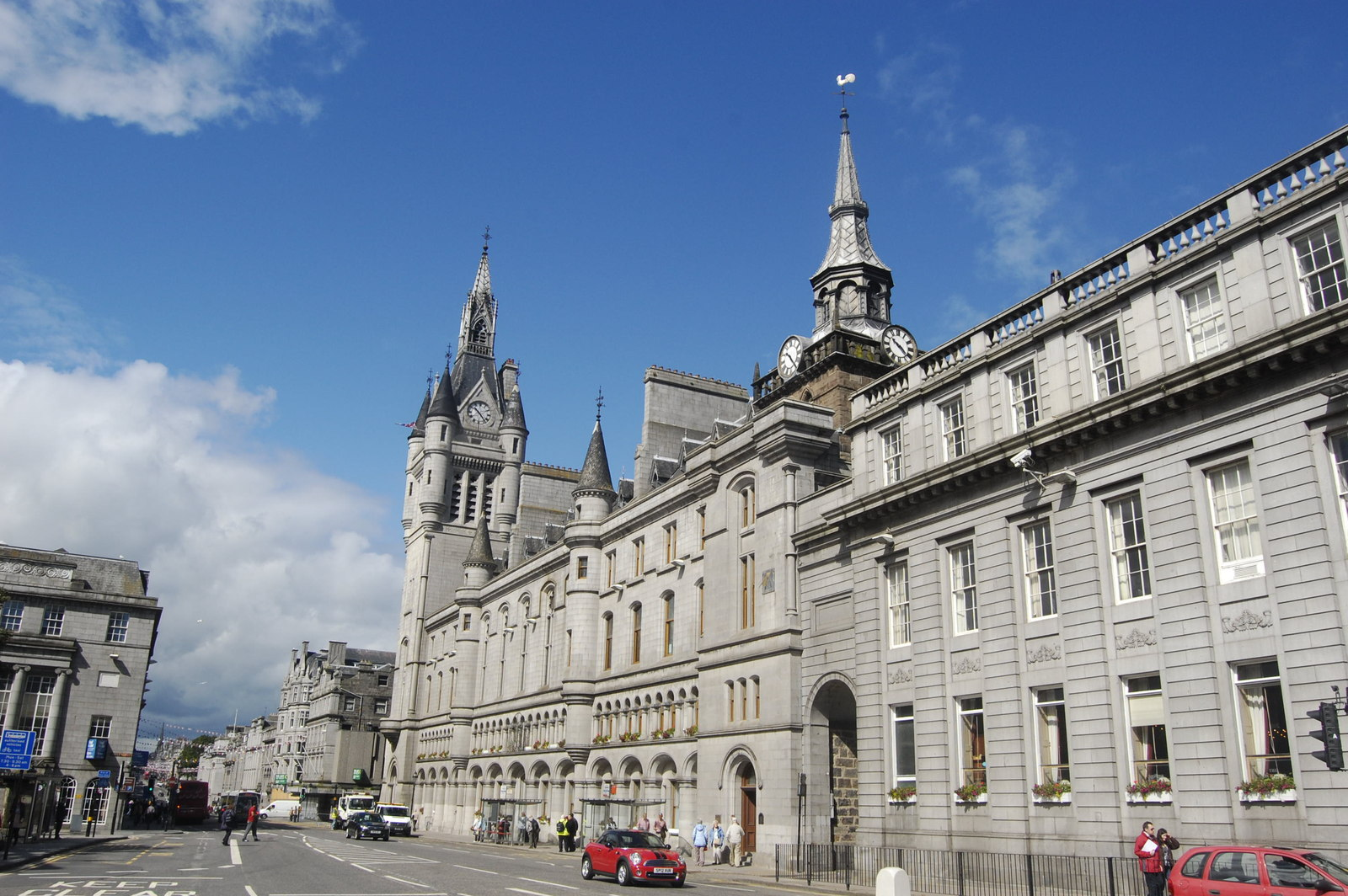
L'hôtel de ville d'Aberdeen.

En 1396, la population avoisinait les 3 000 habitants. En 1801, elle s'élevait à 26 992, en 1901, 153 303 et en 1941, 182 467.
Au 30 juin 2022, la population d'Aberdeen était de 224,190 habitants, soit une augmentation de 1,3% par rapport à 2021, où elle était de 221,240 habitants. Comparativement, sur la même période, la population écossaise dans son ensemble a augmenté de 0.5%.  Entre 2018 et 2028, il est estimé que la population passera de 227,560 habitants à 230,170, soit une augmentation de 1,1% (contre 1,8% pour l’Écosse dans son ensemble).
En 2023, Aberdeen a enregistré 2 092 naissances, soit une augmentation de 7,9% par rapport à 2022 (1 939 naissances enregistrées). La même année, 2 255 décès ont été enregistrés, soit une augmentation de 0,3% par rapport à 2022 (2 248).
Les données propres à la localité d'Aberdeen du recensement de 2001 montrent que l'âge moyen masculin est de 35 ans et que l'âge moyen féminin est de 38 ans, un âge moyen inférieur au reste de l'Écosse. La population était alors constituée à 49 % d'hommes et à 51 % de femmes. Le recensement démontre qu'il y a peu de jeunes gens à Aberdeen avec un taux de jeunes en dessous de 16 ans de 16,4 % de la population totale, à comparer à la moyenne nationale de 19,2 %. Ethniquement, 15,7 % de la population n'était pas originaire d'Écosse, davantage que la moyenne nationale de 12,9 % ; 8,4 % de celle-ci était née en Angleterre.

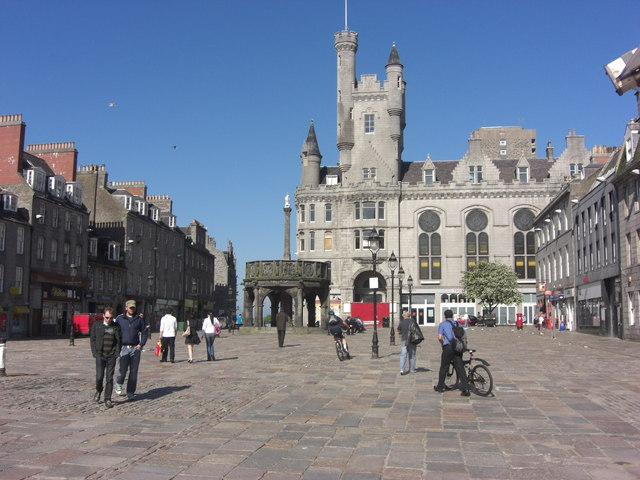
Castlegate dans le centre-ville.

À Aberdeen plus de 97 % de la population est blanche, 3 % des habitants d'Aberdeen étaient issus d'une minorité ethnique, dont 0,7 % du sous-continent indien et 0,6 % d'Asie. En comparaison, le taux de population écossaise non blanche est de 2. Cependant, ce taux est inférieur aux taux que l'on rencontre dans les trois autres grandes villes écossaises, Glasgow, Edinbourg, et Dundee. La partie de la ville la plus multiculturelle est George Street, qui compte de nombreux restaurants et supermarchés ethniques.
97 013 habitations individuelles sont dénombrées dans la ville parmi lesquelles 61 % étaient possédées par un particulier, 9 % louées dans le secteur privé et 23 % louées dans le secteur public. Le cadre d'habitation le plus populaire est l'appartement qui représente 49 % des résidences, suivi par les maisons jumelées qui représentent 22 % de celles-ci.
Le revenu moyen d'un ménage dans la ville est de 16 813 £ (la moyenne nationale est de 20 292 £ en 2005) ce qui classe 18 % des ménages de la ville en dessous du seuil de pauvreté (défini comme 60 % du revenu moyen). Inversement, un code postal à Aberdeen a le second nombre de millionnaires le plus élevé de tous les codes postaux du Royaume-Uni.
Les Aberdoniens parlent le doric, un dialecte scots proche de la langue immortalisée par Robert Burns vers 1789.
À Aberdeen, plus 45 % de la population n'est pas religieuse ; ce qui en fait la ville la moins religieuse d'Écosse. La religion la plus répandue est le christianisme. Les autres religions (islam, bouddhisme, hindouisme...) sont très peu présentes dans la ville.

## Commerce, transports et industrie
Aberdeen est aussi un des plus importants ports du Royaume-Uni sur la mer du Nord. La ville s'est développée à partir de deux bourgs situés chacun à l'embouchure de deux rivières : le Don et la Dee.
Le port a bénéficié d'un prêt de 258 millions d'euros de la Banque européenne d'investissement, le 20 juin 2016, trois jours seulement avant le référendum d'exclusion du Royaume-Uni de l'Union européenne. En 2014, le port avait reçu 750 000 euros pour l'environnement et son expansion.
L'ancien petit village de pêcheurs à l'embouchure de la Dee existe toujours et s'appelle Footdee. Il abrite des maisons basses conçues pour se protéger du vent et des tempêtes. Un reste de village similaire est situé près du Brig'o'Don.
La gare d'Aberdeen est située dans le centre-ville, tout près de Union Street. Elle est la gare terminus sur la East Coast Main Line entre Londres (gare de King's Cross) et Aberdeen, et le point de départ ou le terminus de nombreuses lignes en Écosse. La East Coast dessert la principale route d’Aberdeen à Londres ; la CrossCountry dessert la route d'Aberdeen à la sud-ouest d'Angleterre. La First ScotRail assure les liaisons en Écosse, aussi bien que la liaison nocturne en voitures-lits Caledonian Sleeper avec Londres (gare d'Euston).
La ville a un aéroport international dans la cité industrielle de Dyce où sont installées la plupart des compagnies pétrolières, comme BP. Dans le quartier d'Altens se trouvent d'autres entreprises, comme la Shell. Pour essayer de développer la ville, une banlieue proche, Westhill, accueille également des entreprises, telle Technip (anciennement Coflexip Stena).
La ville est en effet une importante base logistique pour les plateformes pétrolières en mer du Nord. Elle regroupe notamment plusieurs flottes d'hélicoptères de transport off-shore comme celle de CHC ou Bristow
À l'intérieur de la ville, près des bâtiments de Marathon Oil, il y a les restes d'une des plus grandes carrières de granit à ciel ouvert d'Europe. C'est un grand trou rempli d'eau qui servait jadis à extraire les pierres de construction.
L'arrière-pays, et plus particulièrement la vallée de la Dee, comporte des bâtiments en granit rouge ou rose. Cults, une banlieue d'Aberdeen, est un endroit assez chic où l'on trouve encore des maisons victoriennes.
Le quartier périphérique de Cove Bay est un pôle spécialisé dans la pêche et la production de granit.

## Santé
- Royal Cornhill Hospital

## Culture

### Sites touristiques
Le musée maritime, près du port, retrace les liens étroits entre la ville et le trafic maritime en Mer du Nord.
Les nombreux châteaux des Grampians font de l'arrière-pays d'Aberdeen une région touristique intéressante.
Retranché sur son éperon rocheux face à la mer du Nord, le château de Dunnottar, construit au XIVe siècle se trouve à quelques kilomètres au sud d'Aberdeen. Il n'est plus habité que par les oiseaux de mer. Le château d'Aberdeen a quant à lui été totalement détruit lors des guerres d'indépendance écossaises.
Sur le promontoire de Girdle Ness, au sud d'Aberdeen se trouve le grand phare de Girdle Ness construit en 1833 par l'ingénieur civil écossais Robert Stevenson.

### Les jeux de Braemar
Tous les ans, dans le parc de Hazelhead, il y a des Highland Games dont le plus connu a lieu dans l'arrière-pays à Braemar, où la reine se rendait traditionnellement.

### Jumelages
La ville d'Aberdeen est jumelée avec :
| Ville | Ville            | Pays | Pays        | Période                |
| ----- | ---------------- | ---- | ----------- | ---------------------- |
|       | Atyraou          |      | Kazakhstan  |                        |
|       | Bakou            |      | Azerbaïdjan |                        |
|       | Barranquilla     |      | Colombie    | depuis 2021            |
|       | Bulawayo         |      | Zimbabwe    |                        |
|       | Clermont-Ferrand |      | France      |                        |
|       | Homiel           |      | Biélorussie | depuis le 17 juin 1990 |
|       | Houston          |      | États-Unis  | depuis 1996            |
|       | Ratisbonne       |      | Allemagne   | depuis 1955            |
|       | Stavanger        |      | Norvège     |                        |

### Sports
Le club de football Aberdeen Football Club y est basé. De plus, la ville contient le sixième plus vieux terrain de golf au monde. Celui-ci a d'ailleurs accueilli la prestigieuse Walker Cup en 2011.

## Personnalités liées à la ville
- Arthur Johnston (vers 1579-1641), médecin et poète, naquit dans les environs d'Aberdeen.
- George Dalgarno (1626-1687), linguiste.
- James Anderson (1678-1739), pasteur presbytérien et franc-maçon.
- William MacGillivray (1796-1852), naturaliste écossais.
- Alexander Ewing (1830-1895), compositeur, né à Aberdeen.
- Thomas Blake Glover (1838-1911), surnommé le 'Samouraï Écossais'[24].
- Mary Slessor (1848-1915), missionnaire écossaise au Nigeria.
- Archibald Fraser en 1869, entrepreneur forestier, Fraser Papers Inc Edmundston Nouveau-Brunswick Canada.
- Graham Leggat (1934-2015), footballeur international.
- Annie Lennox, née en 1954, auteure-compositrice-interprète.
- Emeli Sandé, née en 1987, chanteuse.
- Thaisa Erwin, née en 1980 à Aberdeen, cavalière australienne de saut d'obstacles
- Dave Smith, né en 1943, footballeur.
- Connor Ball, né le 15 mars 1996, chanteur et bassiste du groupe The Vamps.
- Tim Ingold, né en 1948, anthropologue et professeur à l'Université d'Aberdeen.
- Mary Garden (1874-1967), chanteuse lyrique.
- L'écrivain écossais Stuart MacBride y a situé sa série de romans Logan McRae.
- Rose Leslie, actrice née en 1987.
- Kirsty Hayes, diplomate et fonctionnaire britannique[25].
- Sir Alex Ferguson, né en 1942, joueur de football et entraineur de Manchester United.
- Denis Law (1940-2025), footballeur vainqueur du Ballon d'or en 1964.

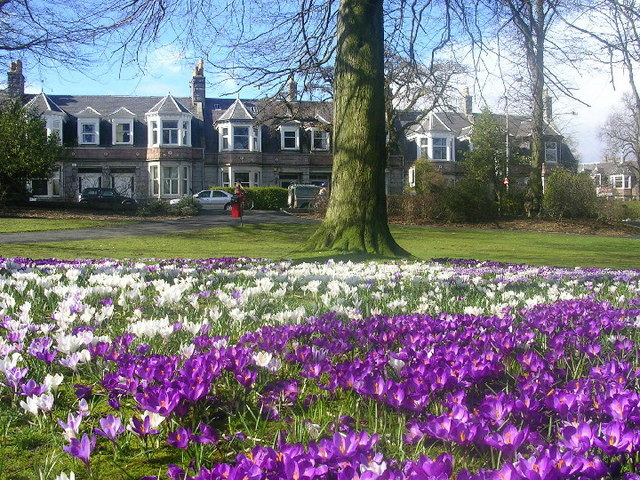
Le parc Victoria.
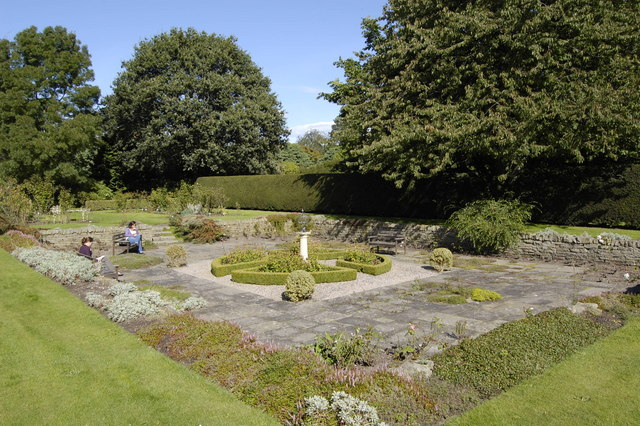
Le jardin botanique de l'université.
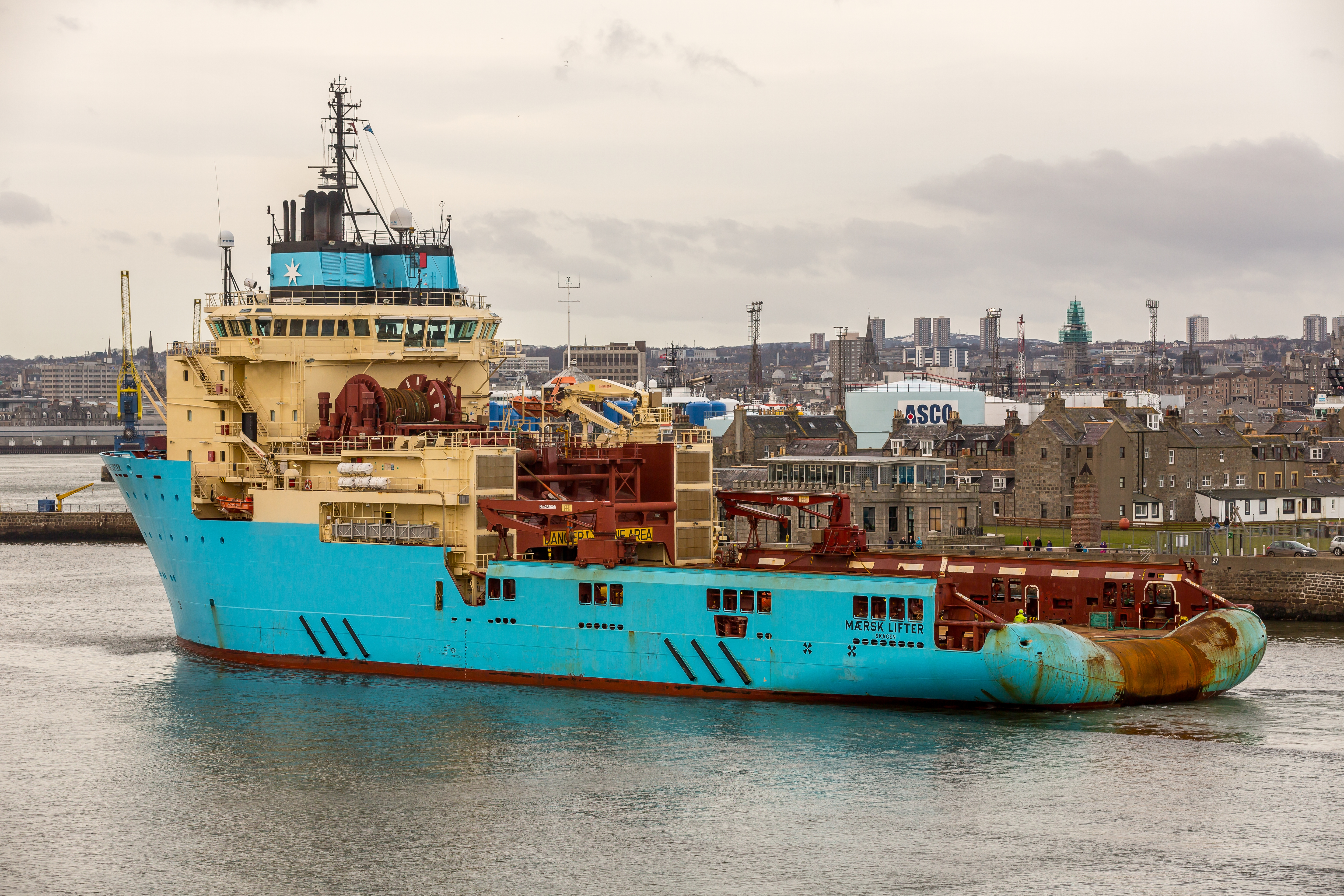
Un bateau de forage pétrolier dans le port d'Aberdeen.
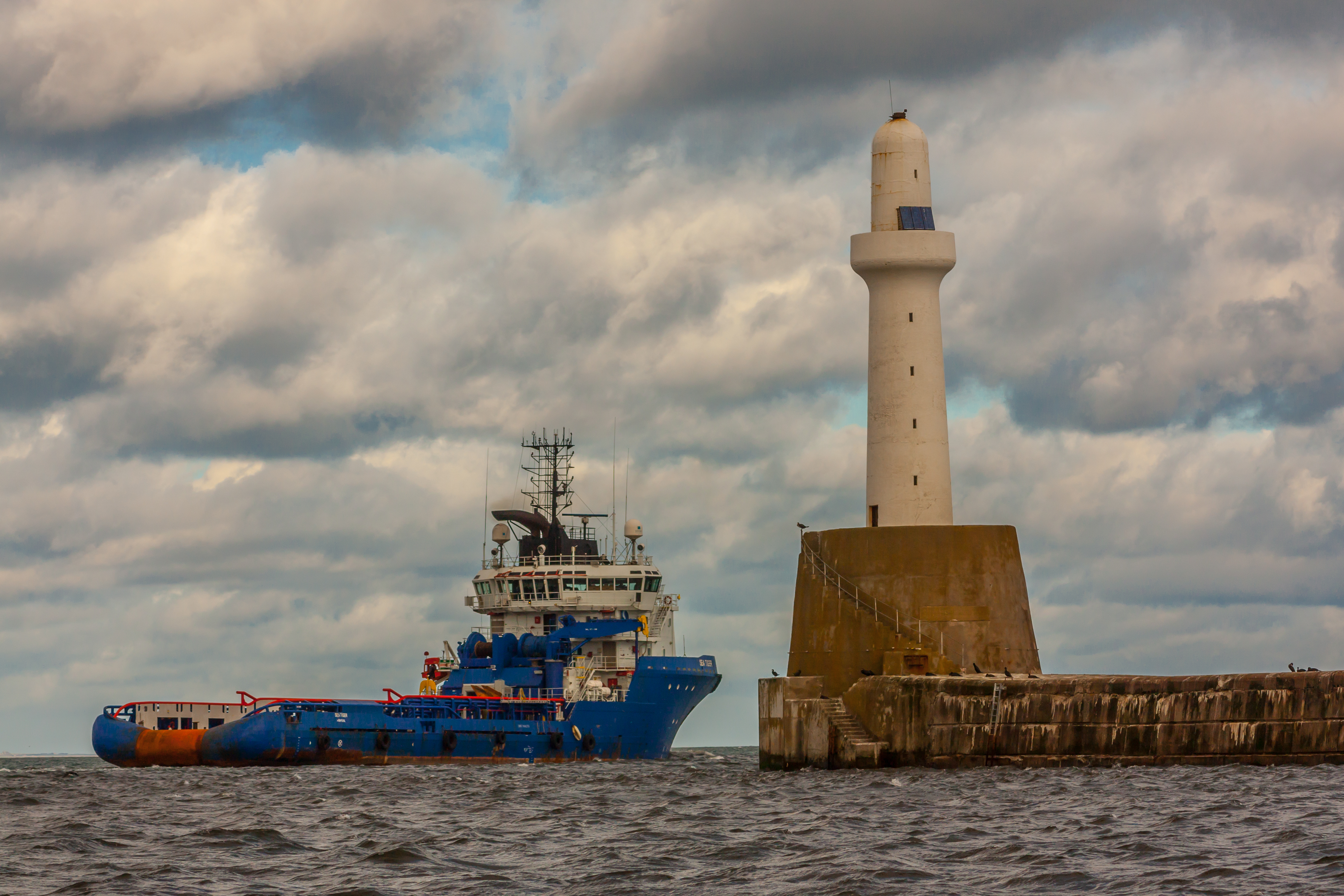
Le phare de l'entrée du port.